# Club Balonmano Puerto Sagunto
Maillots
Actualités
Dernière mise à jour : 1er août 2014.
Le CB Puerto Sagunto ou Club Balonmano Puerto Sagunto est un club espagnol de handball situé dans la ville de Sagonte dans la Communauté valencienne. Fondé en 1951, le club évolue actuellement en Championnat d'Espagne masculin de handball de deuxième division.

## Histoire

### Les débuts du handball à Puerto Sagunto
Le handball à Puerto Sagunto tire ses origines de l'usine d'Altos Hornos de Vizcaya qui après une réforme, a vu la création d'une délégation sportive.
C'est tout d'abord l’athlétisme qui fit son apparition puis le basketball.
Et enfin la dernière section du club omnisports, le handball.
Le club de handball fut fondé en 1951 sous le nom du Altos Hornos.
Mais, bien que le club fût créé en 1951, c'est en 1952, que le club commença la compétition officielle en Primera División champions aujourd’hui Liga ASOBAL.
Pour son premier match le 8 février, l'équipe perdit sur un score de 7-12 face au club catalan du BM Granollers.

### L'ère d'or et la disparition de l'équipe
Entre 1958 et 1970, le Altos Hornos évolua au plus haut niveau, c'est-à-dire en División de Honor champions.
Il termina le plus souvent ses saisons parmi les cinq premiers du championnat, son meilleur résultat fut une deuxième place en 1969.
Le club fut donc, dauphin du club catalan du FC Barcelone.
Mais en 1970, la Fédération espagnole obligea les clubs à jouer en salle, cette décision précipita la chute du club, même si plusieurs alternative fut envisagé, elle échoua tous.

### La naissance du CB Puerto Sagunto
À la suite de la disparition du Altos Hornos en septembre 1970.
Un groupe de personnes qui était assez proche de l'équipe rencontra les joueurs et les entraîneurs à chercher des alternatives qui rendent possible la création d'un nouveau club de handball.
Et c'est à la suite d'une réunion en novembre 1970 que le CB Puerto Sagunto fut créer

### Parcours  depuis 1990
| Saison    | Niveau | Division                  | Place         |
| --------- | ------ | ------------------------- | ------------- |
| 1990-1991 | 2      | Primera División Nacional | 5 (Groupe 2)  |
| 1991-1992 | 2      | Primera División Nacional | 8 (Groupe 3)  |
| 1992-1993 | 2      | Primera División Nacional | 5 (Groupe 2)  |
| 1993-1994 | 2      | Primera División Nacional | 4 (Groupe 2)  |
| 1994-1995 | 2      | División de Honor B       | 5             |
| 1995-1996 | 2      | División de Honor B       | 15            |
| 1996-1997 | 2      | División de Honor B       | 17            |
| 1997-1998 | 3      | Primera División Nacional | 12 (Groupe C) |
| 1998-1999 | 3      | Primera División Nacional | 14 (Groupe C) |
| 1999-2000 | 4      | Segunda División Nacional | 1             |
| 2000-2001 | 3      | Primera División Nacional | 3 (Groupe C)  |
| 2001-2002 | 3      | Primera División Nacional | 8 (Groupe C)  |
| 2002-2003 | 3      | Primera División Nacional | 7 (Groupe D)  |
| 2003-2004 | 3      | Primera División Nacional | 5 (Groupe C)  |
| 2004-2005 | 3      | Primera División Nacional | 6 (Groupe D)  |
| 2005-2006 | 3      | Primera División Nacional | 4 (Groupe D)  |
| 2006-2007 | 3      | Primera División Nacional | 1 (Groupe C)  |
| 2007-2008 | 3      | Primera División Nacional | 1 (Groupe C)  |
| 2008-2009 | 2      | División de Honor Plata   | 10            |
| 2009-2010 | 2      | División de Honor Plata   | 1             |
| 2010-2011 | 1      | Liga ASOBAL               | 12            |
| 2011-2012 | 1      | Liga ASOBAL               | 16            |
| 2012-2013 | 1      | Liga ASOBAL               | 9             |
| 2013-2014 | 1      | Liga ASOBAL               | 13            |
| 2014-2015 | 1      | Liga ASOBAL               | 12            |
| 2015-2016 | 1      | Liga ASOBAL               | 9             |
| 2016-2017 | 1      | Liga ASOBAL               | 12            |
| 2017-2018 | 1      | Liga ASOBAL               | 15            |
| 2018-2019 | 2      | División de Honor Plata   | 2             |
| 2019-2020 | 1      | Liga ASOBAL               | 11            |
| 2020-2021 | 1      | Liga ASOBAL               | 16            |
| 2021-2022 | 2      | División de Honor Plata   | 5             |
| 2022-2023 | 2      | División de Honor Plata   | 1             |
| 2023-2024 | 1      | Liga ASOBAL               | 16            |
| 2024-2025 | 2      | División de Honor Plata   | en cours      |

## Palmarès
- División de Honor Plata (2) :
  - Vainqueur en 2010 et 2023.
- 3 fois champion de la Segunda División Nacional
- 1 fois champion de la Primera División Nacional

## Effectif 2019-2020
| N° | Poste | Nom               | Date de naissance         | Taille | Arrivée | Club précédent | Sélection |
| -- | ----- | ----------------- | ------------------------- | ------ | ------- | -------------- | --------- |
| 12 | GB    | David Bruixola    | 21 octobre 1978 (41 ans)  | 1,92 m | 2007    |                | -         |
| 16 | GB    | Adrián Ribes      | 1990 (29 ans)             | 1,80 m | 2019    | BM Castellón   | -         |
| 20 | ALG   | Antonio Alegre    | 21 août 1993 (26 ans)     | 1,75 m | 2011    | Formé au club  | -         |
| 8  | ALD   | Ignacio Mirallave | 1990 (29 ans)             | 1,85 m | 2018    | CB Alicante    | -         |
| 13 | ALD   | Óscar Camacho     | 1998 (21 ans)             | 1,84 m | 2015    | Formé au club  | -         |
| 18 | DC    | Borja Fernández   | 28 août 1988 (31 ans)     | 1,87 m | 2019    | SD Teucro      | -         |
| 19 | DC    | Íñigo Celorrio    | 1998 (21 ans)             | 1,88 m | 2017    | Formé au club  | -         |
| 22 | DC    | Diógenes Cruz Jr  | 29 avril 1987 (32 ans)    | 1,86 m | 2018    | BM Huesca      | -         |
| 27 | DC    | Óscar García      | 2000 (19 ans)             | 1,85 m | 2018    | Formé au club  | -         |
| 7  | ARG   | Jaka Spiljak      | 4 janvier 1989 (30 ans)   | 1,95 m | 2016    | HG Saarlouis   | -         |
| 17 | ARG   | Guillermo Corzo   | 12 octobre 1980 (39 ans)  | 1,94 m | 2018    | CB Benidorm    | Cuba      |
| 24 | ARG   | Álex Tello        | 1993 (26 ans)             | 1,95 m | 2019    | CB Antequera   | -         |
| 9  | ARD   | Leonardo Querin   | 17 avril 1982 (37 ans)    | 1,97 m | 2017    | Billère HB     | Argentine |
| 28 | ARD   | Ángel López       | 1994 (25 ans)             | 1,97 m | 2011    | Formé au club  | -         |
| 11 | PVT   | Marcos Dorado     | 1993 (26 ans)             | 1,92 m | 2018    | CB Torrelavega | -         |
| 77 | PVT   | Alexandro Pozzer  | 21 décembre 1988 (31 ans) | 1,94 m | 2019    | CSM Bucarest   | Brésil    |